# جکی باروز
جَکیلین «جکی» باروز (انگلیسی: Jacqueline "Jackie" Burroughs (زادهٔ ۲ فوریهٔ ۱۹۳۹ – درگذشتهٔ ۲۲ سپتامبر ۲۰۱۰) بازیگر انگلیسی‌الاصل اهل کانادا بود.
باروز در طول دوران حرفه‌ای خود در بیش از ۱۰۰ فیلم و برنامه تلویزیونی از جمله هوی متال، روباه خاکستری و رؤیای سبز بازی کرد و بیشتر برای بازی در نقش هتی کینگ (خاله هتی) در سریال تلویزیونی قصه‌های جزیره شناخته شد.

## اوایل زندگی
او در ۲ فوریهٔ ۱۹۳۹ در ساوت‌پورت لانکاشر (امروزه مرزیساید) در انگلستان زاده شد و در سال ۱۹۵۱ در سن ۱۲ سالگی با خانواده‌اش به کانادا مهاجرت کرد. وی در دانشگاه تورنتو کرد و مدتی را در نیویورک گذراند.

## حرفه
باروز پس از بازگشت به کانادا در نمایش‌های زنده‌ای در جشنواره استراتفورد و جشنواره شاو انتاریو بازی کرد، از جمله بازی در نقش پورتیا در تاجر ونیزی در سال ۱۹۷۶. باروز در سال ۱۹۶۹ جایزه فیلم کانادا در شاخهٔ بهترین بازیگر زن را برای بازی در فیلم تلویزیونی دالسیما دریافت کرد. باروز در بیش از ۱۰۰ فیلم و برنامه تلویزیونی نقش‌آفرینی کرده است، از جمله صداپیشگی در مجموعه انیمیشن هوی متال (۱۹۸۱)، بازی در روباه خاکستری (۱۹۸۲) و منطقه مرده (۱۹۸۳). باروز صدای شخصیت «روح» را در فیلم خرس‌های مهربون در سال ۱۹۸۵ اجرا کرد.
باروز در سال ۱۹۸۷ تهیه‌کنندگی، کارگردانی، نویسندگی و بازیگری در فیلم یک برنزگی زمستانی را بر عهده گرفت، فیلمی بر پایهٔ نامه‌های ماریس هولدر که در سال ۱۹۷۹ در قالب کتابی با عنوان «واژه‌های غمبار را بیان کن - نامه‌های ماریس هولدر از مکزیک» منتشر شد و باروز بعدها جایزه جینی بهترین بازیگر نقش اصلی زن را دریافت کرد. او نقش خانم آملیا ایوانز را در فیلم رؤیای سبز (۱۹۸۵) بازی کرد. اما باروز شاید بیشتر به خاطر ایفای نقش شخصیت داستانی، هتی کینگ، در سریال تلویزیونی قصه‌های جزیره محصول سی‌بی‌سی تله‌ویژن از سال ۱۹۹۰ تا ۱۹۹۶ شناخته می‌شد. این سریال بر اساس کتابی از نویسنده کانادایی لوسی ماد مونتگومری ساخته شده است. او همچنین نقش مادر موکا را در اقتباس‌های تلویزیونی «داستان‌های بیشتری از شهر» و «چندین داستان دیگر شهر» اثر آرمیستد موپن بازی کرد. باروز دوباره در سال ۲۰۰۳ در فیلم ویلارد نقش یک مادر را ایفا نمود.
در سال ۲۰۰۱، آکادمی سینما و تلویزیون کانادا به او جایزه ارل گری را برای مشارکت‌هایش در هنر و سرگرمی در طول سال‌ها اهدا کرد. در سال ۲۰۰۵، باروز جایزه هنرهای نمایشی فرماندار کل کانادا را برای یک عمر دستاورد هنری، بالاترین افتخار کانادا در هنرهای نمایشی را، دریافت کرد. باروز در طول دوران حرفه‌ای خود ده بار نامزد دریافت جایزه شد و هفت بار برنده شد از جمله چهار جایزه جمینای و دو جایزه فیلم کانادا. باروز همچنین برنده سه جایزه جینی شد.

## زندگی شخصی
وی در سال ۱۹۶۰ با زال یانوفسکی، از بنیان‌گذاران گروه موسیقی لاوین اسپونفول ازدواج کرد؛ اما پس از ۸ سال (در ۱۹۶۸) از وی جدا شد. حاصل این ازدواج یک دختر بود.

## مرگ
باروز بعدازظهر چهارشنبه ۲۲ سپتامبر ۲۰۱۰، پس از مدتی مبارزه با سرطان معده، در خانهٔ خود در تورنتو درگذشت.

## گزیدۀ نقش‌آفرینی‌ها

### سینما
- هِوی متال (۱۹۸۱)
- روباه خاکستری (۱۹۸۲)
- منطقهٔ مرده (۱۹۸۳)
- دیشب (۱۹۹۸)
- گمشده و شوریده (۲۰۰۱)
- غارنشین (۲۰۰۴)
- تب هیجانی شدید (۲۰۰۵)
- سنتینل (۲۰۰۶)
- اولین برف (۲۰۰۶)
- عرشه سالن‌ها (۲۰۰۶)

### تلویزیون
- تماشاخانه آمریکایی (۱۹۸۵)
- رؤیای سبز (۱۹۸۵)
- منطقه نیمه‌روشن (۱۹۸۵)
- قصه‌های جزیره (۱۹۹۰–۱۹۹۶)
- به‌سوی جنوب (۱۹۹۷)
- کریسمس اونلی (۱۹۹۸)
- اسمالویل (۲۰۰۱)
- مرده مثل من (۲۰۰۳)
- مصائب و مشکلات (۲۰۰۵)